# Tyler Dibling
Tyler-Jay Dibling (Exeter, Inglaterra, 12 de marzo de 2006) es un futbolista británico que juega de delantero en el Southampton F. C. de la EFL Championship.

## Trayectoria
Nacido en Exeter, comenzó su carrera en el equipo local Axminster Town AFC, donde su padre Sam jugaba para el equipo masculino. Se unió al Millwey Rise F. C. a la edad de cinco años y pasó dos años con el equipo juvenil. Se unió al Southampton F. C. en 2012, también pasó un año con el Exeter City F. C. a la edad de siete años, antes de firmar un contrato profesional con The Saints. en octubre de 2021. En abril de 2022 marcó un hat-trick de goles casi idénticos en un partido de la Premier League 2 contra el Newcastle United, y un video de los goles se volvió viral.
Habiendo sido nombrado en el banquillo para un partido de la Premier League contra el Brentford F. C., en el que no participó, llamó la atención del Newcastle United F. C. y el Chelsea F. C. Se incorporó a este último en julio de 2022, tras diez años en el Southampton, con la promesa de un contrato profesional una vez cumpliera los diecisiete. Sin embargo, después de no poder asentarse en el Chelsea, haciendo solo dos apariciones con el equipo sub-18 del club, regresó a Southampton en septiembre de 2022.
Firmó un contrato de beca con Southampton el 17 de septiembre de 2022, afirmando que el club se sentía como un "segundo hogar" para él. Es visto como uno de los prospectos más brillantes en la academia de Southampton.
El 22 de febrero de 2023 firmó su primer contrato profesional, manteniéndolo en el Southampton hasta 2025.

## Selección nacional
Ha representado a Inglaterra a nivel sub-16 y sub-17.
El 17 de mayo de 2023 fue incluido en el equipo de Inglaterra para el Campeonato Europeo Sub-17 de la UEFA 2023.

## Estadísticas

### Clubes
Actualizado al último partido disputado el 9 de noviembre de 2024.
| Club                         | Div.          | Temporada     | Liga  | Liga  | Liga   | Copas nacionales | Copas nacionales | Copas nacionales | Copas internacionales | Copas internacionales | Copas internacionales | Total | Total | Total  |
| Club                         | Div.          | Temporada     | Part. | Goles | Asist. | Part.            | Goles            | Asist.           | Part.                 | Goles                 | Asist.                | Part. | Goles | Asist. |
| ---------------------------- | ------------- | ------------- | ----- | ----- | ------ | ---------------- | ---------------- | ---------------- | --------------------- | --------------------- | --------------------- | ----- | ----- | ------ |
| Southampton F. C. Inglaterra | 2.ª           | 2023-24       | 1     | 0     | 0      | 4                | 0                | 0                | —                     | —                     | —                     | 5     | 0     | 0      |
| Southampton F. C. Inglaterra | 2.ª           | 2024-25       | 11    | 1     | 0      | 2                | 0                | 2                | —                     | —                     | —                     | 13    | 1     | 2      |
| Southampton F. C. Inglaterra | Total club    | Total club    | 12    | 1     | 0      | 6                | 0                | 2                | 0                     | 0                     | 0                     | 18    | 1     | 2      |
| Total carrera                | Total carrera | Total carrera | 12    | 1     | 0      | 6                | 0                | 2                | 0                     | 0                     | 0                     | 18    | 1     | 2      |